# 青島バイパス

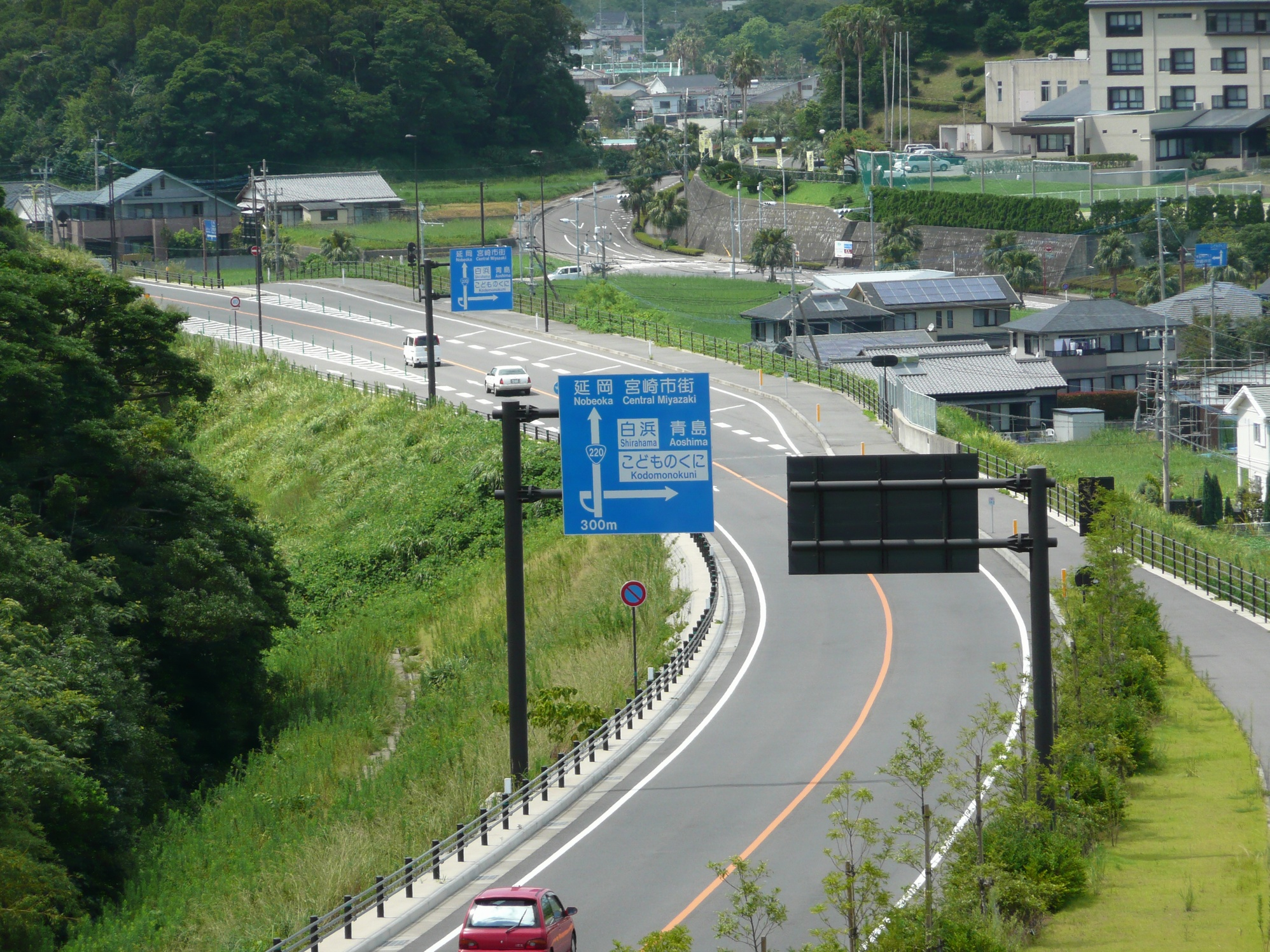
青島パーキングから宮崎市街地方面

青島バイパス（あおしまバイパス）は、宮崎県の宮崎市加江田から宮崎市折生迫に至る、全長約5kmの国道220号バイパスである。当項目では終点以南の「青島 - 日南改良事業」についても扱う。

## 概要
- 起点：宮崎県宮崎市大字加江田
- 終点：宮崎県宮崎市折生迫
- 総延長：5.2km
- 車線数：暫定2車線（完成4車線）

現道は海岸の崖の縁を通り、軟弱な地質も災いし一度洪水が発生すると崖崩れ・土砂崩れにより通行止めとなることが多々あり、近隣住民が孤立するなど死活問題であった。そのため、かねてからバイパス道路建設が悲願であった。本来計画上の路線は全線開通しているが、終点以南の内海地区も同様の問題を抱えているためバイパス道路を現在建設している。
近隣住民にとっては悲願のバイパス道路であるものの、青島地区の中心地を迂回する形で建設されたため（一応中心部に比較的近い場所に出口が設けられているが）、皮肉にもかつては新婚旅行のメッカとして繁栄し、後に衰退したこの地区の更なる衰退が懸念されている。

## 堀切峠トンネル

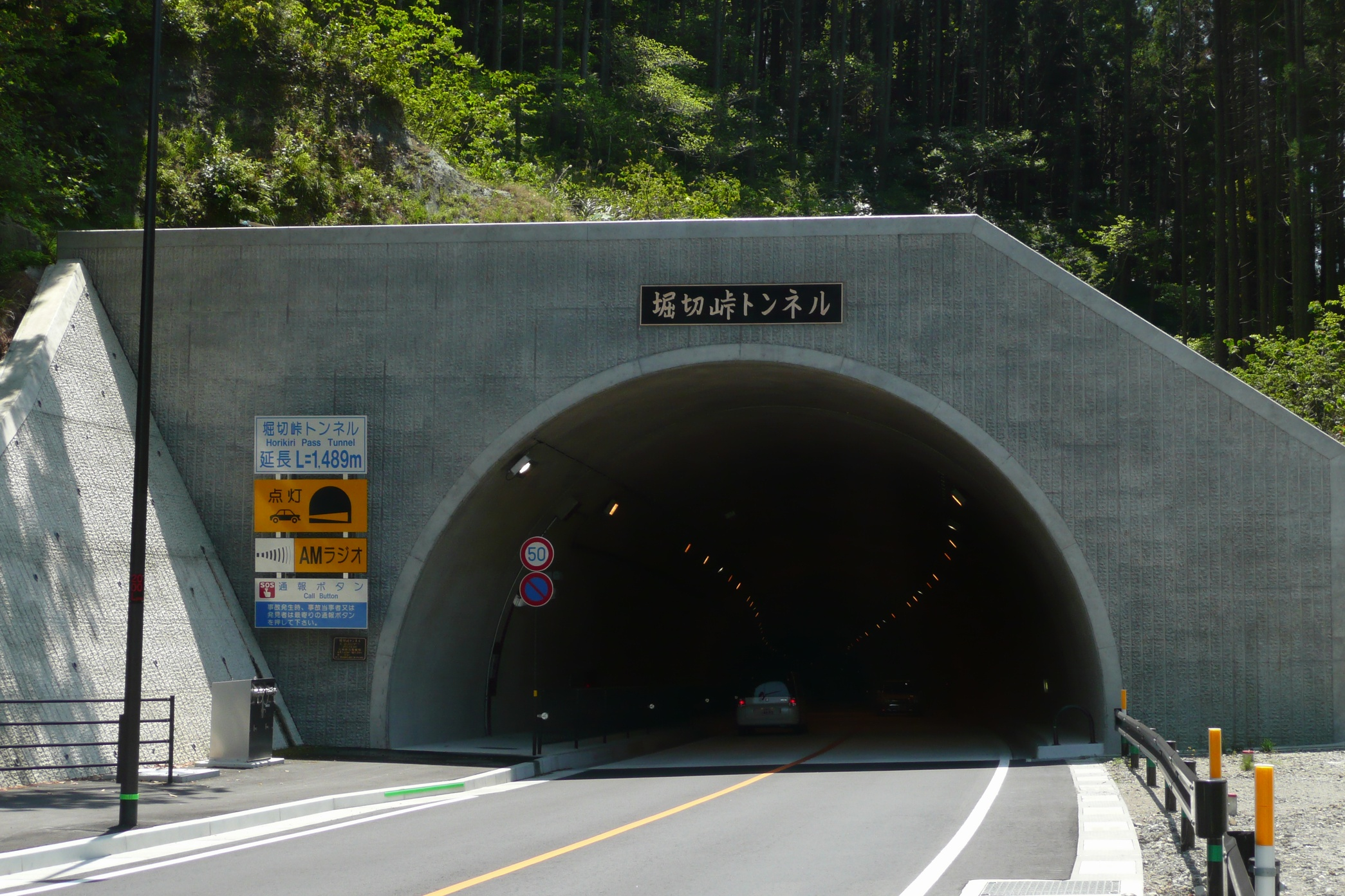
堀切峠トンネル

「青島 - 日南改良事業」の一環として整備したトンネル。1998年度から事業に着手し2003年度から工事が開始され、2008年3月23日に開通した。総事業費は約80億円。
青島バイパスと異なり完成2車線となる。当トンネルの開通により異常気象時の交通規制が撤廃され、内海地区の「陸の孤島」化は解消されるものの、観光地「堀切峠」や道の駅フェニックスを避けるかたちとなる（完成後は堀切峠トンネルが国道220号に指定され、旧道である堀切峠側は宮崎県道377号内海加江田線に指定され、宮崎県に管理替えされている）。

## 歴史
- 1995年 - 一部供用開始
- 2005年 - 全線開通（暫定2車線）

## トンネル
- 青島トンネル
- 堀切峠トンネル